# Editoria Disney
Editoria Disney est la filiale pour l'édition et la publication de livres de Walt Disney Company Italia, filiale italienne de la Walt Disney Company.

## Historique
La société débute en 1938 avec la création d'une filiale en Italie nommée Creazioni Walt Disney S.A.I, pour gérer les productions Disney en Italie et surtout la publication depuis 1932 du périodique Topolino par l'éditeur Mondadori.
C'est le service consacré à la presse que deviendra la branche édition, devenue une filiale nommée Editoria Disney.
En 1949, la société demande à Mondadori de transformer la publication de Topolino en un magazine. Ce changement provoque l'explosion des créations italiennes et la traduction des autres productions internationales. 
En 1988, Disney revend la publication des titres qu'elle assurait partiellement à Mondadori, tandis que Creazioni Walt Disney S.A.I est rebaptisée Walt Disney Company Italia. La gestion indirecte de ces titres est confiée à la division Divisione Periodici.
En 1991, Editoria Disney créée une division pour les livres : Divisione Libri
Le 1er octobre 2014, à la suite d'un accord avec Disney Italie, Giunti Editore devient l'éditeur des titres papier et numérique de Disney Libri et des comics papiers de Marvel et Lucasfilm pour l'Italie.

## Principaux titres
- Topolino de 1932 à 1949
- Topolino à partir de 1949
- MM Mickey Mouse Mystery Magazine de 1999 à 2001

## Principaux auteurs et scénaristes
- Luciano Bottaro, dessinateur
- Giovan Battista Carpi, dessinateur
- Giorgio Cavazzano, dessinateur
- Massimo De Vita, dessinateur
- Pier Lorenzo, dessinateur
- Roberto Renzi, scénariste
- Romano Scarpa, dessinateur et scénariste